# Süßenbrunn
| Süßenbrunn | Süßenbrunn |
| Wappen     | Karte      |
| ---------- | ---------- |
|            |            |

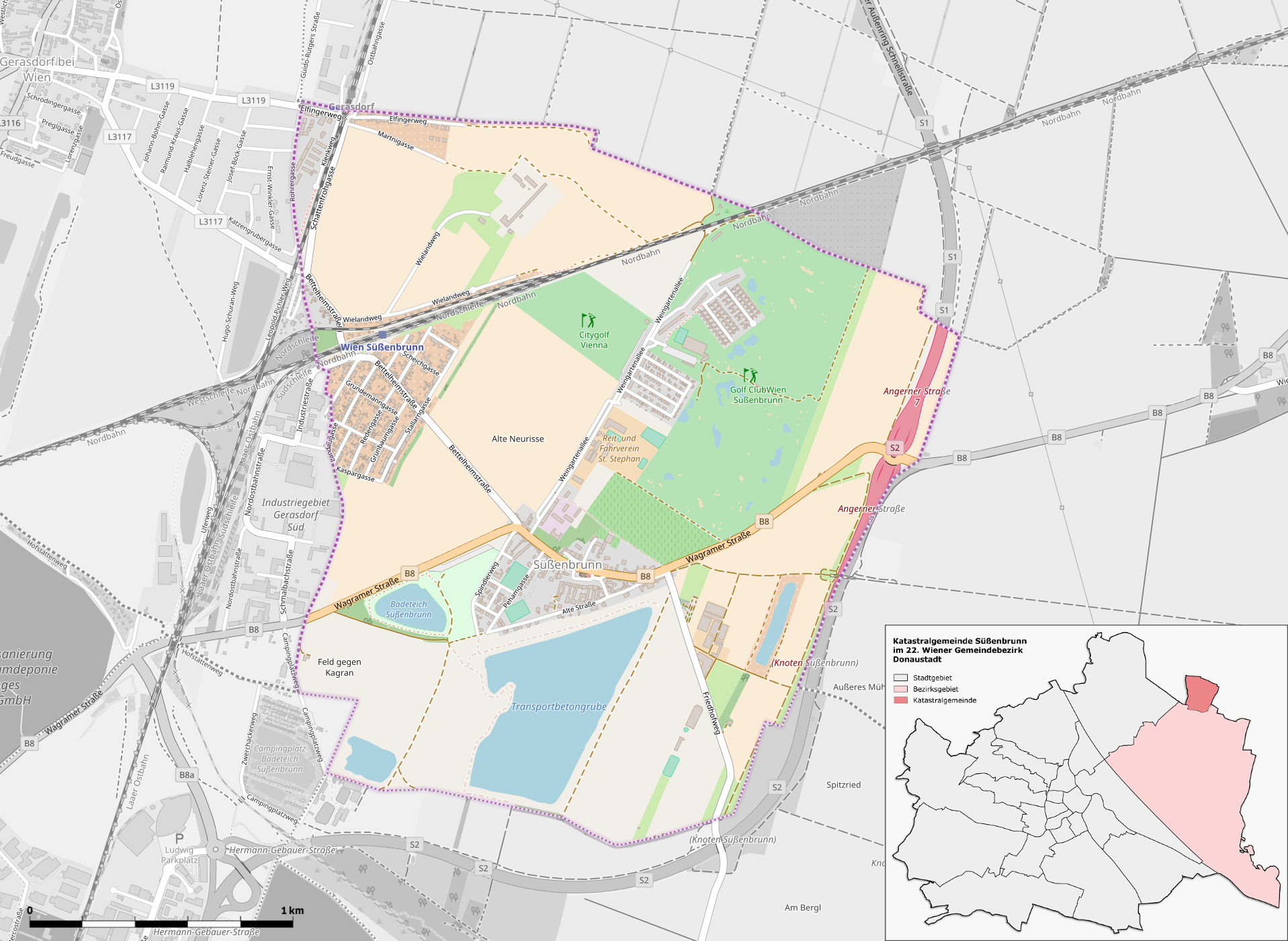
Katastralgemeinde Süßenbrunn im Wiener Bezirk Donaustadt

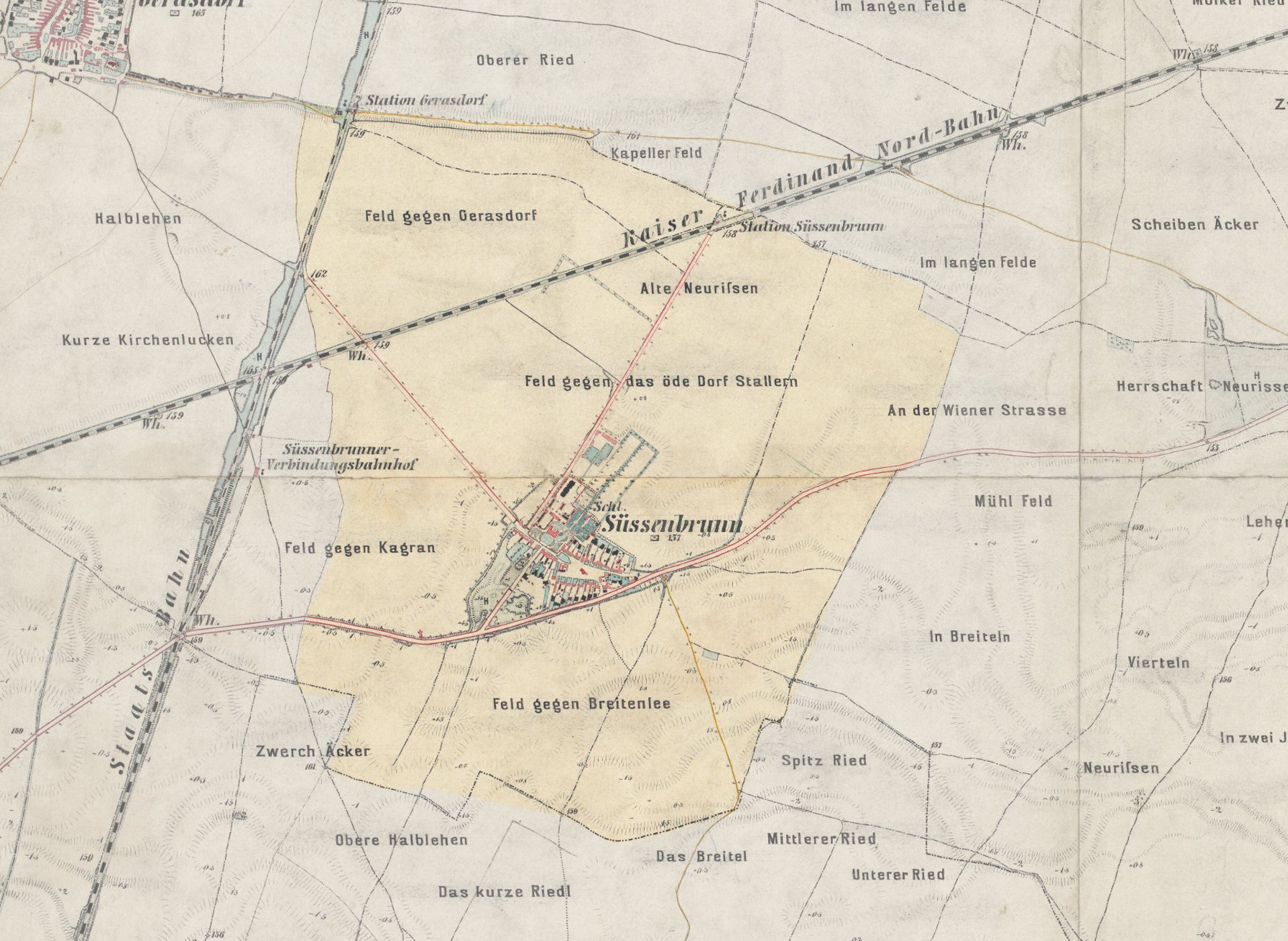
Das Gebiet der heutigen Katastralgemeinde Süßenbrunn auf einer Karte von 1873

Süßenbrunn war bis 1938 eine eigenständige Gemeinde und ist heute ein Stadtteil Wiens im 22. Wiener Gemeindebezirk Donaustadt sowie eine der 89 Wiener Katastralgemeinden.

## Geographie
Süßenbrunn ist von drei Seiten von Niederösterreich umschlossen, nur im Süden grenzt es an die Donaustädter Bezirksteile Breitenlee und Kagran. Die Katastralgemeinde erstreckt sich über ein Gebiet von 501,27 ha.
Der alte Ortskern ist noch gut erkennbar. Die Umgebung ist durch das Marchfeld geprägt. Nordwestlich von Süßenbrunn entstand später eine Neu-Süßenbrunn genannte Siedlung, bei der sich auch eine Station der Nordbahn befindet. Es wird vom Straßenzug B8 (Wagramer Straße bzw. Süßenbrunner Hauptstraße) durchquert, der eine nordöstliche Stadtausfahrt von Wien darstellt. Bei Süßenbrunn befindet sich auch ein öffentlich zugänglicher Badeteich, der in Privatbesitz ist.

## Geschichte
Die Siedlung Süßenbrunn war ursprünglich im Besitz des Schottenstiftes und wurde im Jahr 1140 als Prunne erwähnt. Der Namensteil Süß könnte sowohl von einer Qualitätsbezeichnung des Wassers als auch vom Namen des Besitzers des Schlosses im 12. Jahrhundert, Graf Sicco, auch Sizzo, stammen.
Bereits um 1560 brachte Barbara von Puchaim die Ortschaft Wagram als Heiratsgut in die Ehe mit Sigmund Graf von Landau ein, welcher es mit der Herrschaft Süßenbrunn vereinigte. Nachdem sich die Grafen von Landau 1580 zum Protestantismus bekannt hatten, folgte eine kurze evangelische Periode in Wagram. Als Georg und Erasmus von Landau so weit gingen, Kaiser Ferdinand II. die Erbhuldigung (1595) zu verweigern, wurden sie geächtet, ihre Güter konfisziert und der Verwaltung der Hofkammer unterstellt und sie selbst des Landes verwiesen.
1620 wurde das als Angerdorf errichtete Süßenbrunn als Edelmannssitz erwähnt. Während der Türkenbelagerungen 1529 und 1683 wurde es jedoch schwer zerstört. Im Jahre 1713 wurde ein Wasserschloss in Süßenbrunn errichtet. Auf dem Platz des ehemaligen Dorfangers wurde 1837 eine kleine Kirche gebaut. Diese wurde 1980 durch einen Neubau der Architekten Johann Hoffmann und Erwin Plevan ersetzt. Das Kirchturmkreuz, das Uhrwerk und das Zifferblatt der alten Pfarrkirche befinden sich im Bezirksmuseum Donaustadt. Der kleine Süßenbrunner Friedhof wurde 1893 geweiht. Im Jahre 1938 kam Süßenbrunn zum 22. Bezirk Groß-Enzersdorf, einem Teil des neuen Groß-Wien. Seit dem Jahre 1954 bildet der Ort mit sieben weiteren Gemeinden den Bezirk Donaustadt.

## Gegenwart
In Süßenbrunn gibt es seit 1879 eine Freiwillige Feuerwehr, in Breitenlee (gegründet 1880) befindet sich die zweite Freiwillige Feuerwehr von Wien.

## Kultur und Sehenswürdigkeiten

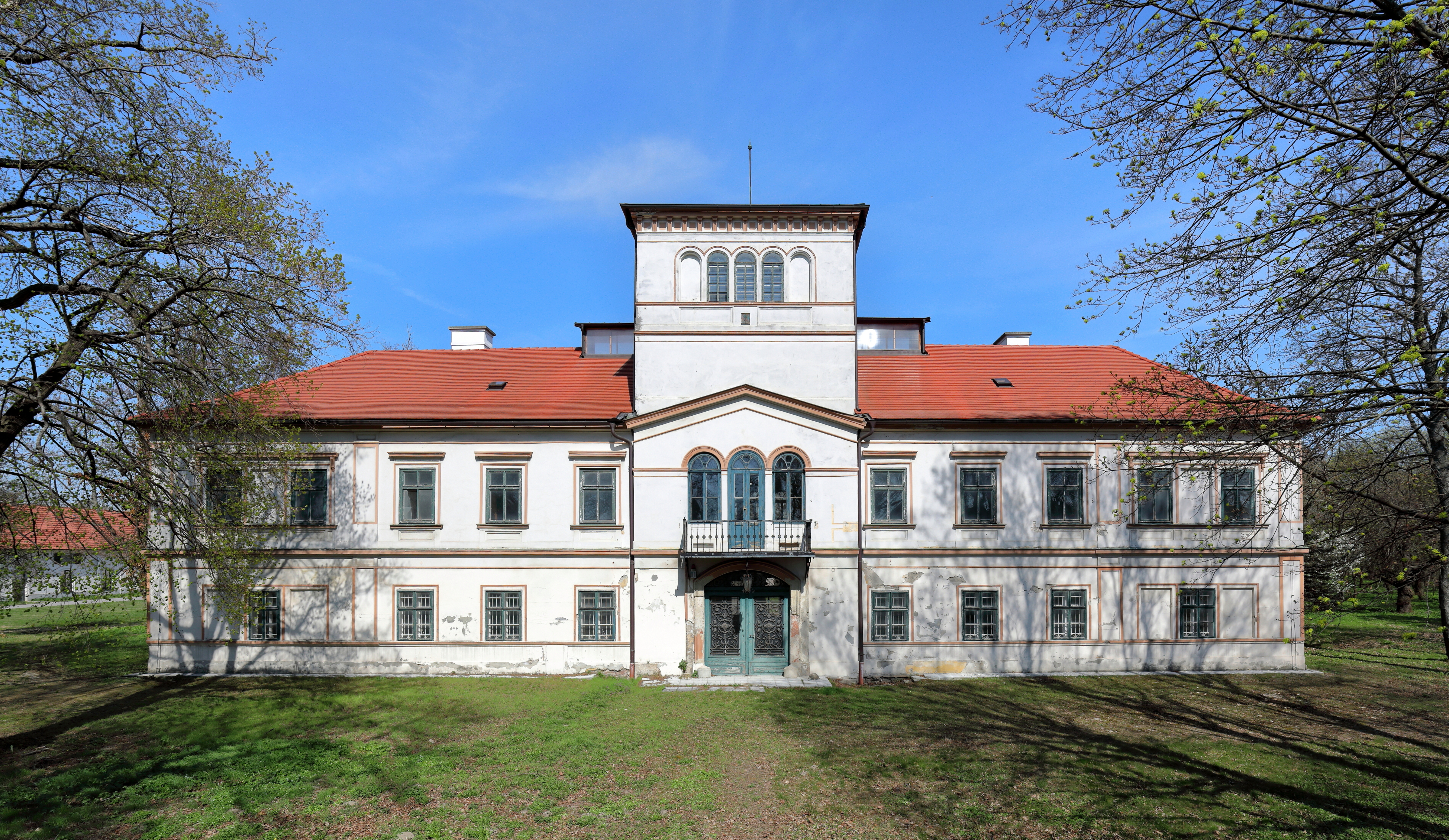
Schloss Süßenbrunn

Schloss Süßenbrunn wurde im 16. Jahrhundert im Stil der Renaissance ausgebaut. Im 19. Jahrhundert wurde es im romantischen Stil umgestaltet. Es wurde als Sitz eines Landwirtschaftsbetriebes verwendet. Das Schloss wurde ab 2010 von der Wiener Schuhmanufaktur Ludwig Reiter restauriert und dient dem Unternehmen seit 2011 als Hauptsitz.
Es gibt auch einen Reitverein, den Fußballklub SC Süßenbrunn, einen um 2000 errichteten Golfplatz, sowie die im Jahre 1968 vom Sportklub Handelsministerium (SKH) eröffnete Schießsportanlage, die direkt neben dem Beschussamt bzw. dem Polizeischießausbildungsplatz liegt.

## Persönlichkeiten
- Siegfried Joksch (1917–2006), österreichischer Fußballspieler